# Franz Xaver Hammer
Franz Xaver Hammer   (Oettingen, 1741 - Ludwigslust, 11 d'octubre de 1817) va ser un gambista, violoncel·lista i compositor alemany.
Hammer va néixer a Oettingen, (Baviera). Del 1771 al 1778, va treballar sota la direcció de Joseph Haydn com a violoncel·lista del conjunt de la cort d'Esterhazy a Eisenstadt i al palau d'Eszterháza. Es creu que Haydn va compondre tres concerts per a violoncel per a ell. El seu sou va pujar de ja elevat (100 ducats i 30 kreuzers) algunes vegades suggerint les seves extraordinàries qualitats com a instrumentista. A l'estrena de l'oratori de Haydn Il ritorno di Tobia, Hammer va tocar el seu propi concert per a violoncel. Durant els anys 1776-1813, va formar part de la societat de músics vienesa.
De les seves obres han sobreviscut sonates per a viola da gamba, viola d'amore i violoncel amb baix continu i també col·leccions manuscrites de peces instructives i concerts en solitari per a violoncel o viola da gamba i orquestra.